# 12410 Donald Duck
12410 Donald Duck è un asteroide della fascia principale. Scoperto nel 1995, presenta un'orbita caratterizzata da un semiasse maggiore pari a 2,4271986 au e da un'eccentricità di 0,1628152, inclinata di 8,11985° rispetto all'eclittica.
L'asteroide è dedicato a Paperino, personaggio del mondo Disney, attraverso il suo nome originale inglese.